# Federazione Sportiva e Comitato Olimpico della Cambogia
La Federazione Sportiva e Comitato Olimpico della Cambogia (noto anche come គណៈកម្មាធិការជាតិអូឡាំពិកកម្ពុជា) è un'organizzazione sportiva cambogiana, nata nel 1983 a Phnom Penh, Cambogia.
Rappresenta questa nazione presso il Comitato Olimpico Internazionale (CIO) dal 1994 ed ha lo scopo di curare l'organizzazione ed il potenziamento dello sport in Cambogia e, in particolare, la preparazione degli atleti cambogiani, per consentire loro la partecipazione ai Giochi olimpici. L'associazione è, inoltre, membro del Consiglio Olimpico d'Asia.
L'attuale presidente dell'associazione è Thong Khon, mentre la carica di segretario generale è occupata da Meas Sarin.